# Montaignac-Saint-Hippolyte
Montaignac-Saint-Hippolyte is een plaats en voormalige gemeente in het Franse departement Corrèze in de regio Nouvelle-Aquitaine en telt 565 inwoners (1999). De plaats maakt deel uit van het arrondissement Tulle.

## Geschiedenis
De gemeente fuseerde op 1 januari 2022 met Le Jardin tot de commune nouvelle Montaignac-sur-Doustre, waarvan Montaignac-Saint-Hippolyte de hoofdplaats werd.

## Geografie
De oppervlakte van Montaignac-Saint-Hippolyte bedraagt 20,2 km², de bevolkingsdichtheid is 28,0 inwoners per km².

## Verkeer en vervoer
De plaats wordt bediend door het spoorwegstation Montaignac-Saint-Hippolyte.
De onderstaande kaart toont de ligging van Montaignac-Saint-Hippolyte met de belangrijkste infrastructuur en aangrenzende gemeenten.

## Demografie
Onderstaande figuur toont het verloop van het inwonertal.